# L’Étoile (Weinbaugebiet)

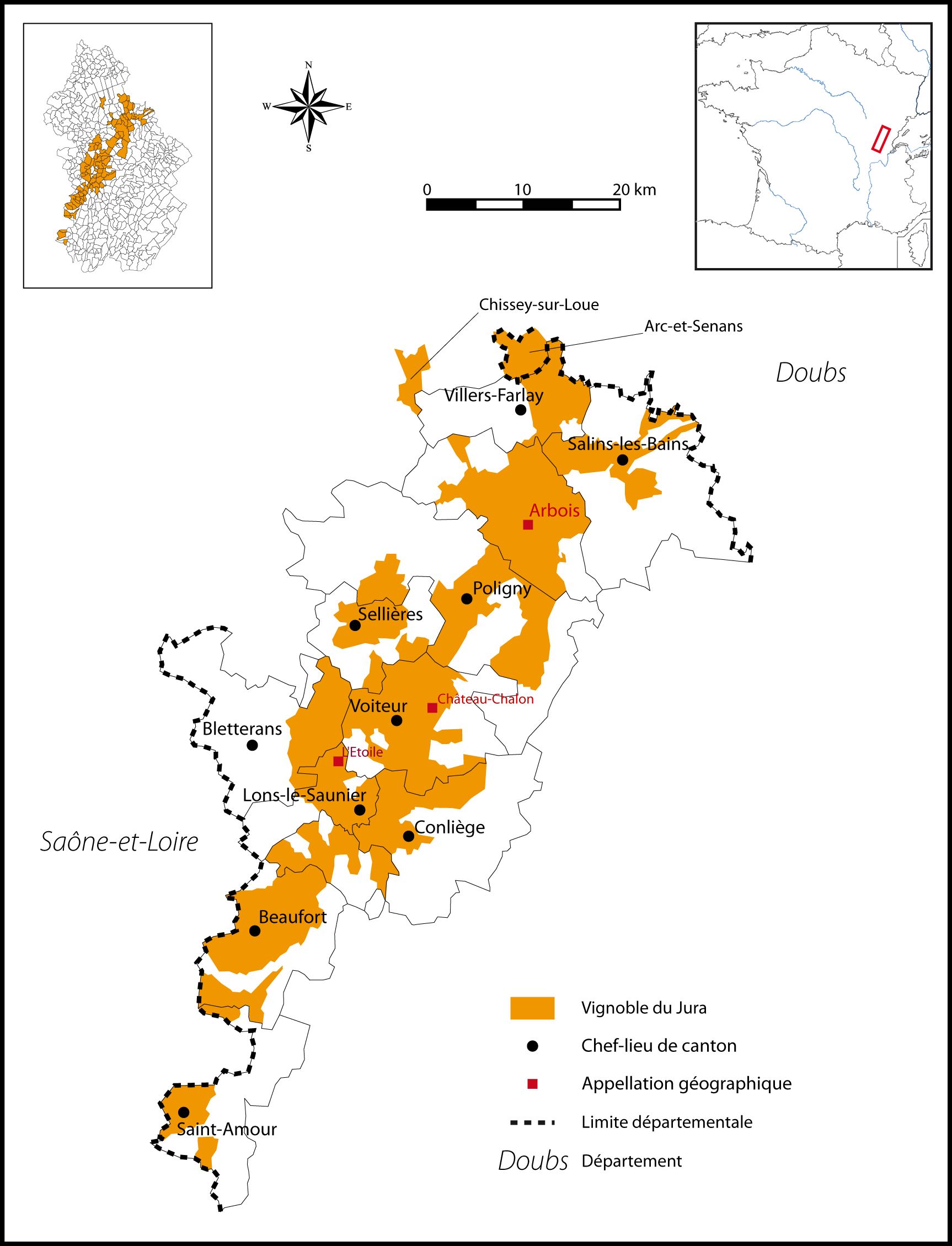
Überblick über das Weinbaugebiet Jura. L’Étoile liegt ca. 5 km nördlich von Lons-le Saunier und ist in dieser Karte als roter Punkt eingetragen.

L’Étoile ist ein Weinbaugebiet innerhalb der Weinbauregion Jura. Seit dem 31. Juli 1937 genießt das Gebiet den Status einer Appellation d’Origine Contrôlée (kurz AOC). Das Gebiet liegt ca. 5 km nördlich von Lons-le-Saunier. Im Jahr 2005 waren insgesamt 48 Hektar Rebfläche bestockt. Hergestellt wurden dabei ca. 2.320 Hektoliter Weißwein, Vin Jaune und Vin de Paille (also Strohwein). Seit 2001 wird der hier erzeugte Schaumwein unter der Appellation Crémant du Jura vermarktet. Daher fiel die Rebfläche der AOC L’Étoile von ca. 78 Hektar auf nunmehr 48 Hektar.
Die Rebflächen sind auf die vier Gemeinden L’Étoile, Plainoiseau, Quintigny und Saint-Didier verteilt.

## Rebsorten
Zugelassen sind nur Rebsorten für Weißwein.
Bei den weißen Sorten findet man den Savagnin (manchmal auch Naturé genannt), der auch die einzige Sorte für den Vin Jaune ist. Daneben gibt es den Chardonnay (diese Sorte wird lokal manchmal Melon d’Arbois oder Gamay Blanc genannt) und die rote Sorte Poulsard.